# 2024年世界水泳選手権セントルシア選手団
2024年世界水泳選手権セントルシア選手団は、2024年2月2日から2月18日までカタールのドーハで開催された第21回世界水泳選手権のセントルシア選手団、およびその競技結果。

## 選手団
- 人員: 選手 4人

## 選手名簿・結果
| 選手                         | 種目               | 予選      | 予選 | 準決勝   | 準決勝   | 決勝     | 決勝     |
| 選手                         | 種目               | 結果      | 順位 | 結果     | 順位     | 結果     | 順位     |
| ---------------------------- | ------------------ | --------- | ---- | -------- | -------- | -------- | -------- |
| トリスタン・ドーヴィル       | 男子50m自由形      | 23秒70    | 54位 | 予選敗退 | 予選敗退 | 予選敗退 | 予選敗退 |
| トリスタン・ドーヴィル       | 男子50mバタフライ  | 25秒50    | 44位 | 予選敗退 | 予選敗退 | 予選敗退 | 予選敗退 |
| ジャイハン・オドラム＝スミス | 男子100m自由形     | 51秒55    | 50位 | 予選敗退 | 予選敗退 | 予選敗退 | 予選敗退 |
| ジャイハン・オドラム＝スミス | 男子100mバタフライ | 55秒86    | 45位 | 予選敗退 | 予選敗退 | 予選敗退 | 予選敗退 |
| ミカイリ・シャルルマーニュ   | 女子50m自由形      | 27秒05    | 56位 | 予選敗退 | 予選敗退 | 予選敗退 | 予選敗退 |
| ミカイリ・シャルルマーニュ   | 女子100m自由形     | 1分00秒05 | 47位 | 予選敗退 | 予選敗退 | 予選敗退 | 予選敗退 |
| ネキーシャ・ルイス           | 女子50mバタフライ  | 30秒44    | 44位 | 予選敗退 | 予選敗退 | 予選敗退 | 予選敗退 |
| ネキーシャ・ルイス           | 女子100mバタフライ | 1分14秒92 | 42位 | 予選敗退 | 予選敗退 | 予選敗退 | 予選敗退 |